# کانون آهنگسازان سینمای ایران
کانون آهنگسازان سینمای ایران وابسته به خانه سینمای ایران (جامعه اصناف سینمای ایران) در جهت ایجاد تشکل صنفی برای آهنگسازان سینما به وجود آمده‌است.

## اهداف
اهداف کانون بر اساس اساسنامه بدین شرح است:
1. ارتقاء کمی و کیفی موسیقی فیلم در ایران
2. حفظ و گسترش هویت فرهنگی و ملی موسیقی در سینمای ایران
3. حمایت از حقوق صنفی (مادی و معنوی) اعضای کانون
4. ایجاد زمینه‌های مناسب برای تبادل تجربیات و اندیشه‌های اعضای کانون
5. ایجاد ارتباط و بررسی زمینه‌های همکاری با مراکز فرهنگی و هنری ایران و جهان به منظور توسعه فرهنگی موسیقی فیلم در ایران
6. مشارکت در زمینه تدوین سیاست‌های فرهنگی / هنری و اقتصادی موسیقی سینمای ایران
7. برقراری ارتباط و هماهنگی با دیگر مجامع صنفی سینمای ایران
8. استفاده بهینه و مطلوب از موسیقی و سازهای اصیل و محلی ایران با توجه به محتوای موسیقی فیلم‌هایی که این امکان برای آن‌ها وجود دارد.

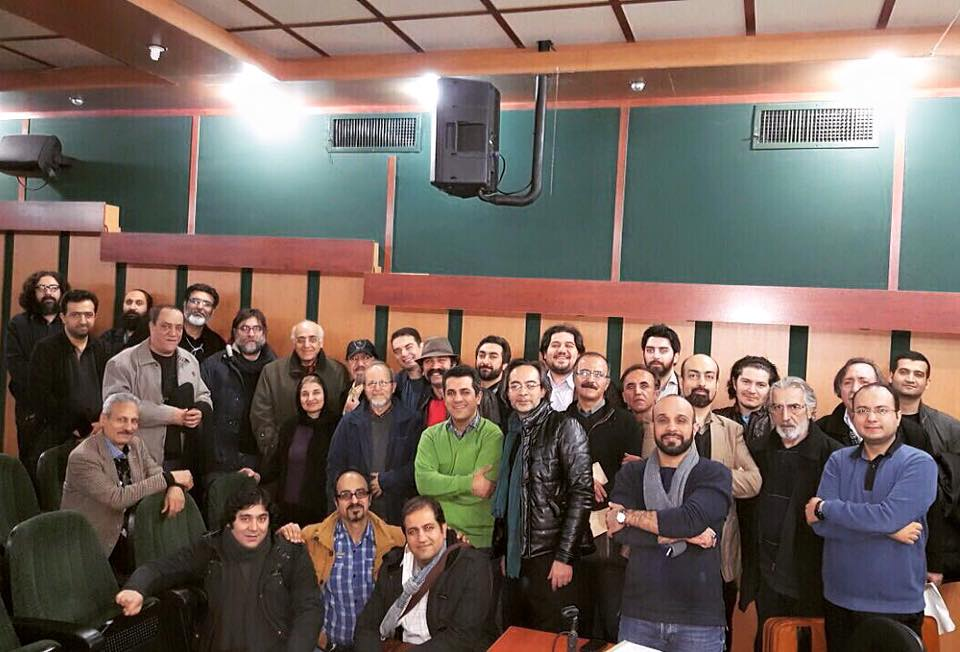
مجمع عمومی آهنگسازان سینمای ایران. تالار سیف‌الله داد خانه سینمای ایران. ۲۳ آذر ۱۳۹۴

## هیئت مؤسس و شورای مرکزی
کانون آهنگسازان سینمای ایران در سال ۱۳۷۱ فعالیت خود را آغاز نمود. از آن زمان تا به حال ۱۳ دوره انتخابات شورای مرکزی برگزار شده و آهنگسازان منتخب به مدت ۲ سال در شورای مرکزی کانون فعالیت نموده‌اند.
- ترکیب هیئت مؤسس و شورای مرکزی کانون آهنگسازان سینمای ایران در نخستین دوره (۱۳۷۱) بدین صورت بوده‌است:
هیئت مؤسس: فریدون ناصری، احمد پژمان، مجید انتظامی، کامبیز روشن روان، محمدرضا علیقلی
شورای مرکزی: فریدون شهبازیان (رئیس) کامبیز روشن روان، محمد سریر (اعضای اصلی) فریدون ناصری، کریم قربانی (اعضای علی‌البدل)
هیئت فنی: احمد پژمان، شریف لطفی، همایون رحیمیان، علیرضا خورشیدفر (اعضای اصلی) مجید انتظامی، اکبر محمدی (اعضای علی‌البدل)
بازرس: سید محمد میرزمانی (اصلی) مهرزاد شکوهمند (علی‌البدل)
- همچنین ترکیب شورای مرکزی کانون آهنگسازان سینمای ایران در آخرین دوره (۱۳۹۸–۱۳۹۶) بدین صورت است:[۲]
شورای مرکزی: کامبیز روشن روان (رئیس)، مهدی بزرگمهر، کارن همایونفر، محمد سریر، فریدون شهبازیان (اصلی) امیر معینی، آریا عظیمی نژاد (علی‌البدل)
بازرس: بیتا بهشتیان (اصلی) بهنام صبوحی (علی‌البدل)
دبیر: مهدی بزرگمهر

## جستارهای وابسته

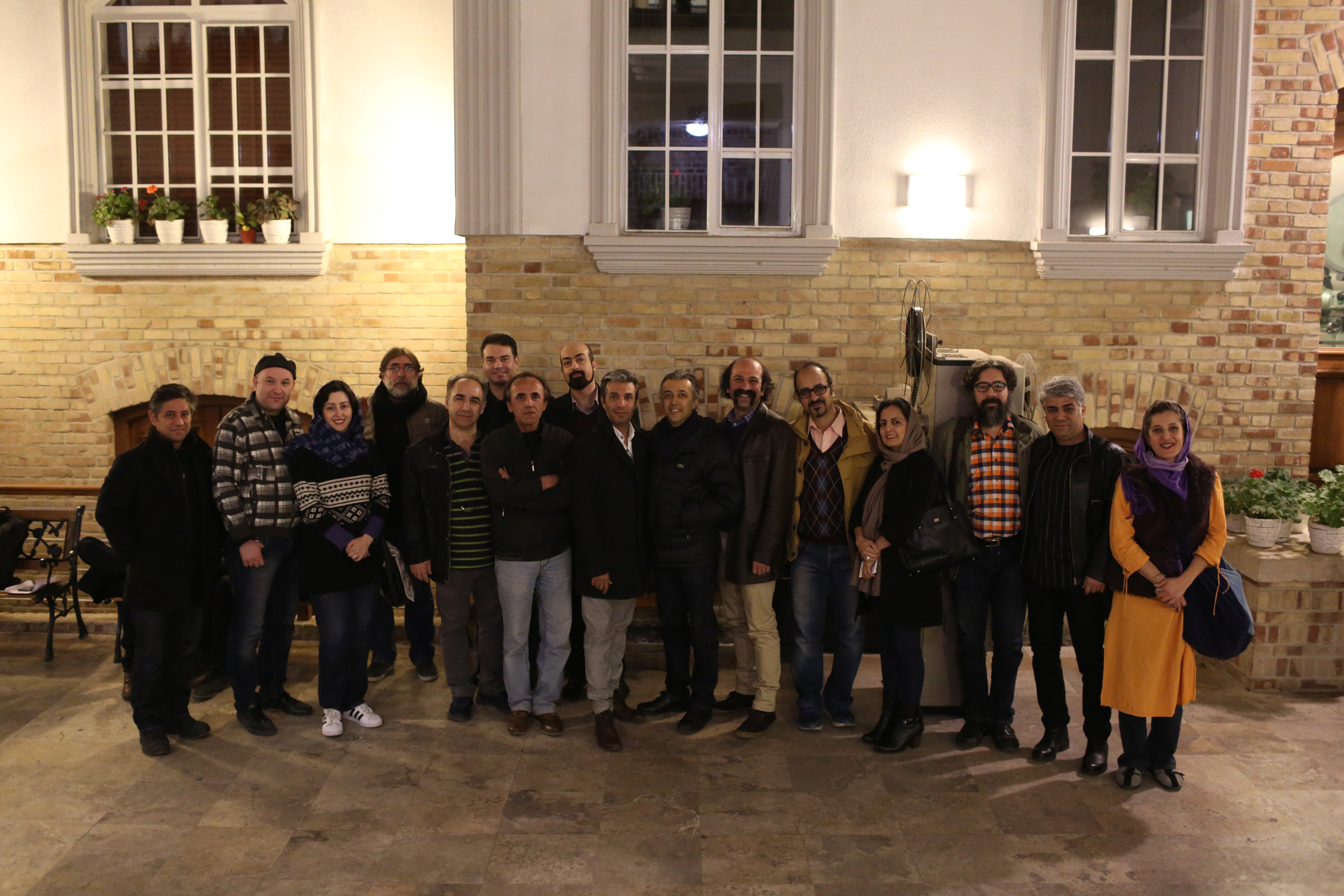
اولین کارگاه کاربرد موسیقی در فیلم به همت کانون آهنگسازان سینمای ایران. در تصویر: برخی از اعضای کانون آهنگسازان سینمای ایران. خانه سینما. ۴ بهمن ۱۳۹۶